# 다넬 레이바

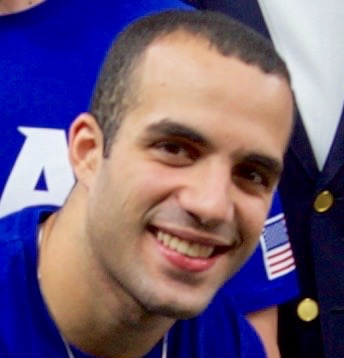

다넬 레이바(Danell Leyva, 1991년 10월 30일 ~ )는 미국의 체조 선수이다.